# Amastus argillacea
Amastus argillacea är en fjärilsart som beskrevs av De Toulgoët 1981. Amastus argillacea ingår i släktet Amastus och familjen björnspinnare. Inga underarter finns listade i Catalogue of Life.